# Abdelkader Zerrar
Abdelkader Zerrar (ou Zerar), né le 10 janvier 1934 à Dellys et décédé le 19 avril 2013 dans la même ville, est un footballeur et un entraîneur algérien.

## Biographie

### Carrière de joueur
Milieu de terrain, il commence sa carrière à l'âge de 17 ans avec l'équipe de l'USM d'Alger (1951-1952). 
Il joue ensuite au CS Hammam Lif, en banlieue de Tunis (1952-1957), puis au FC Sète, en deuxième division (1957-1959). 
Après l'Indépendance algérienne, il revient en Algérie, où il joue pour le CR Belouizdad (1962-1966), et termine sa carrière avec le RC Kouba (1966-1970).
Il fut le capitaine de l'équipe de l'ALN de 1957 à 1958 avant de faire partie de l'équipe du FLN.

### Carrière d'entraîneur
Il entreprend sa reconversion en 1968 en agissant comme entraîneur-joueur pendant deux saisons. À partir de 1970, il est entraîneur à part entière, demeurant avec l'équipe de Kouba jusqu'à sa retraite, en 1987, après un accident de la circulation. 

## Palmarès

### Comme joueur
- Champion de Tunisie en 1952, 1954, 1955 et 1956 avec le CS Hammam Lif
- Champion d'Algérie en 1965 et 1966 avec le CR Belouizdad
- Vainqueur de la Coupe d'Algérie en 1966 avec le CR Belouizdad

### Comme entraîneur
- Champion d'Algérie en 1981 avec le RC Kouba
- Vainqueur de la Supercoupe d'Algérie en 1981 avec le RC Kouba